# پینوکیو: سریال
پینوکیو: سریال (به انگلیسی: Pinocchio: The Series) یک سریال انیمه ۵۲ قسمتی ژاپنی است برای اولین بار در تلویزیون فوجی در سال ۱۹۷۲ میلادی پخش شد که این اثر توسط کمپانی سابان در سال ۱۹۹۰ مجدداً تدوین شد. این سریال ژاپنی بر اساس رمان ماجراهای پینوکیو اثر نویسنده ایتالیایی، کارلو کلودی ساخته شده‌است.

## کارمندان
- تهیه‌کننده / برنامه‌ریزی اجرایی: تاتوی یوشیدا
- تهیه‌کننده: کنجی یوشیدا
- تهیه‌کنندهٔ اجرایی: ایپئی کوری
- نویسنده اصلی: جینزو تورومی
- کارگردان سریال: سیتارو هارا
- موسیقی: نوبویشی کوزیب
- طراحی کاراکتر: سوشی تاکه آمانو
- کارگردانان اصلی انیمیشن: ماسایوکی هایاشی، سادائو میاموتو[۳][۴]